# Jogailė Petrokaitė
Jogailė Petrokaitė (* 30. September 1995) ist eine litauische Leichtathletin, die sich auf den Weitsprung spezialisiert hat.

## Sportliche Laufbahn
Ihr erstes internationales Turnier bestritt Jogailė Petrokaitė im Jahr 2011, als sie bei den Jugendweltmeisterschaften nahe Lille mit einer Weite von 5,80 m in der Qualifikation ausschied, ehe sie beim Europäischen Olympischen Jugendfestival (EYOF) in Trabzon mit 5,95 m den vierten Platz belegte. Im Jahr darauf schied sie bei den Juniorenweltmeisterschaften in Barcelona mit 6,00 m in der Qualifikation aus und 2013 wurde sie bei den Junioreneuropameisterschaften in Rieti mit einem Sprung auf 6,13 m Siebte. 2014 erreichte sie dann bei den Juniorenweltmeisterschaften in Eugene mit 6,13 m Rang vier und 2015 belegte sie bei den U23-Europameisterschaften in Tallinn mit 6,03 m den zwölften Platz. 2016 nahm sie erstmals an den Europameisterschaften in Amsterdam teil, scheiterte dort aber mit 6,17 m in der Qualifikation und im Jahr darauf wurde sie bei den U23-Europameisterschaften in Bydgoszcz mit 6,23 m Neunte.
2019 nahm sie an den Europaspielen in Minsk teil und erreichte dort mit 6,13 m Rang 15. Anschließend nahm sie an der Sommer-Universiade in Neapel teil, verpasste dort aber mit 5,94 m den Finaleinzug. 2021 schied sie dann bei den Halleneuropameisterschaften in Toruń mit neuer Bestleistung von 6,53 m in der Qualifikation aus, wie auch bei den Europameisterschaften 2022 in München mit 6,37 m. Im Jahr darauf verpasste sie bei den Halleneuropameisterschaften in Istanbul mit 6,26 m den Finaleinzug und wurde dann bei der 2. Liga der Team-Europameisterschaft im Rahmen der Europaspiele in Chorzów mit 6,60 m Dritte. 2024 gelangte sie bei den Europameisterschaften in Rom mit 6,68 m auf den zehnten Platz und im Jahr darauf verpasste sie bei den Halleneuropameisterschaften in Apeldoorn mit 6,29 m den Finaleinzug.
In den Jahren 2017 und von 2020 bis 2024 wurde Petrokaitė litauische Meisterin im Weitsprung im Freien sowie 2014 und 2021 sowie von 2023 bis 2025 in der Halle.